# Inktviszwam
De inktviszwam (Clathrus archeri, synoniem: Anthurus archeri) is een schimmel uit de grote familie Phallaceae ofwel stinkzwammenfamilie. De inktviszwam groeit het best op vochtige schaduwrijke weilanden, maar komt ook voor in licht beboste omgeving. Het vruchtlichaam is in Europa te vinden van juli tot september.

## Beschrijving
De soort heeft een vruchtlichaam waarvan de vorm doet denken aan een inktvis. Hij ontwikkelt zich uit een 'liggend ei' waaruit vier tot zeven slanke lange armen groeien die aanvankelijk met de toppen met elkaar zijn verbonden. Daarnaast is deze soort te herkennen aan de karakteristieke kadavergeur.
De inktviszwam is oorspronkelijk afkomstig uit Australië en Tasmanië en is in 1921 voor het eerst in Europa gesignaleerd. Waarschijnlijk zijn sporen van deze zwam meegekomen met Australische troepen tijdens de Eerste Wereldoorlog. De soort heeft zich geleidelijk aan over grote delen van Europa verspreid. In Nederland komt hij vrij algemeen voor.
De sporen zijn olijfbruin en meten 5 × 2 μm.

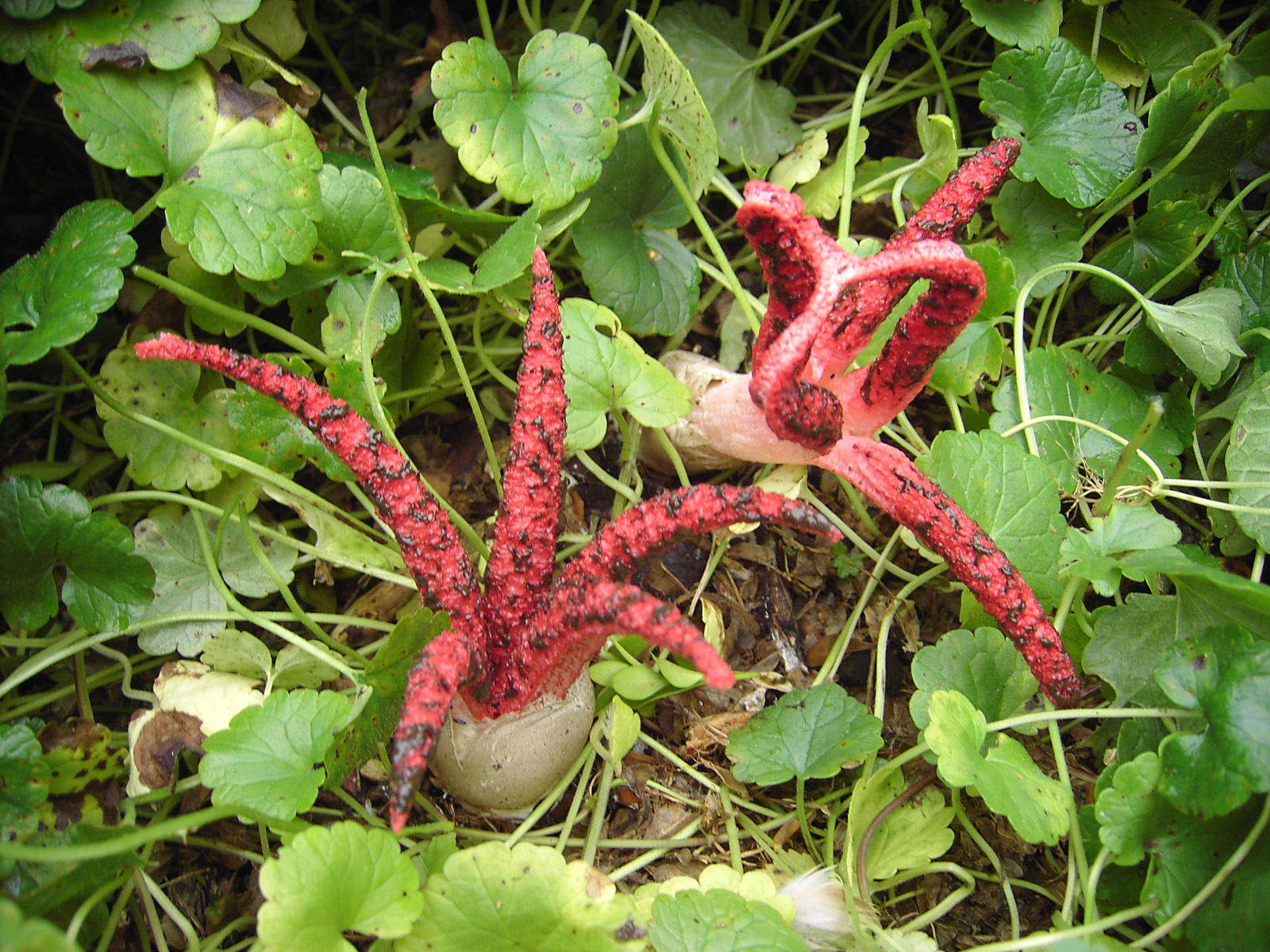
Een inktviszwam waargenomen in Kalmthout